# Hypoplectrus providencianus
Hypoplectrus providencianus är en fiskart som beskrevs av Acero P. och Garzón-ferreira, 1994. Hypoplectrus providencianus ingår i släktet Hypoplectrus och familjen havsabborrfiskar. IUCN kategoriserar arten globalt som sårbar. Inga underarter finns listade i Catalogue of Life.